# Cyrilla
Cyrilla là một chi thực vật có hoa trong họ Cyrillaceae.

## Loài
Chi Cyrilla gồm các loài:
- Cyrilla coriacea
- Cyrilla cubensis
- Cyrilla lutgardae
- Cyrilla macrocarpa
- Cyrilla megaphylla
- Cyrilla microareolata
- Cyrilla parvifolia
- Cyrilla racemiflora
- Cyrilla silvae